# Banda S
La banda S és un rang freqüencial que va des dels 2.0 als 4.0 GHz, creuant el límit imaginari entre el UHF i el SHF a 3.0 GHz. És part de la banda de microones de l'espectre electromagnètic.
La banda S és utilitzada per radar és meteorològics i alguns satèl·lits de comunicacions.

## Bandes de microones
L'espectre de microones es defineix usualment com l'energia electromagnètica que va des d'aproximadament 1 GHz fins a 100 GHz de freqüència, encara que un ús més antic inclou freqüències una mica més baixes. La majoria de les aplicacions més comunes es troben dins del rang d'1 a 40 GHz. Les bandes de freqüències de microones, segons la definició de la Radio Society of Great Britain (RSGB), es mostren en el següent quadre :
| banda L  | 1 to 2 GHz     |
| banda S  | 2 to 4 GHz     |
| banda C  | 4 to 8 GHz     |
| banda X  | 8 to 12 GHz    |
| banda Ku | 12 to 18 GHz   |
| banda K  | 18 to 26.5 GHz |
| banda Ka | 26.5 to 40 GHz |
| banda Q  | 30 to 50 GHz   |
| banda U  | 40 to 60 GHz   |
| banda V  | 50 to 75 GHz   |
| banda E  | 60 to 90 GHz   |
| banda W  | 75 to 110 GHz  |
| banda F  | 90 to 140 GHz  |
| banda D  | 110 to 170 GHz |